# Mischocyttarus rufomaculatus
Mischocyttarus rufomaculatus är en getingart som beskrevs av Richards 1945. Mischocyttarus rufomaculatus ingår i släktet Mischocyttarus och familjen getingar. Inga underarter finns listade i Catalogue of Life.